# TL 9000
Der TL 9000 (Telecom Leadership 9000) ist ein Qualitätsstandard für Telekommunikation für Anbieter von Telekommunikationsausrüstung und -dienstleistungen. Er basiert auf dem ISO-9001-Standard, ergänzt diesen aber um weitere Telecom-spezifische Anforderungen. Der TL 9000 Standard wird von dem QuEST-Forum (Quality Excellence for Suppliers of Telecommunication) erarbeitet und verwaltet, dieses wurde von der University of Texas in Dallas gegründet. Ihm gehören viele führende Telekommunikationsausrüster und Service Provider an.
Der TL 9000 unterteilt sich in zwei Handbücher: Das Requirements Handbook beschreibt (Prozess-)Anforderungen, die dazugehörigen Metriken (zur systematischen Messung der Qualitätsperformance) sind im Measurements Handbook definiert.
Mit 30. Juni 2006 trat die Version 4.0 des „Requirements Handbook“ in Kraft. Am 15. November 2009 trat die Version 5.0 des „Requirements Handbook“ in Kraft. Die Version 6.0 des „Requirements Handbook“ kam am 15. September 2016 auf den Markt. Im TL 9000:2016 (R6) Standard sind die Änderungen der geänderten ISO 9001:2015 berücksichtigt.
Die Version 4.0 des „Measurements Handbook“ wurde mit 31. Dezember 2006 gültig. Stand 5.5 wird am 30. Juni 2019 durch 5.6 ersetzt.